# Czargali
Czargali (gruz. ჩარგალი) – wieś w Gruzji, w regionie Mccheta-Mtianetia, w gminie Duszeti. W 2014 roku liczyła 69 mieszkańców.

## Urodzeni
- Waża Pszawela